# Науково-дослідне судно

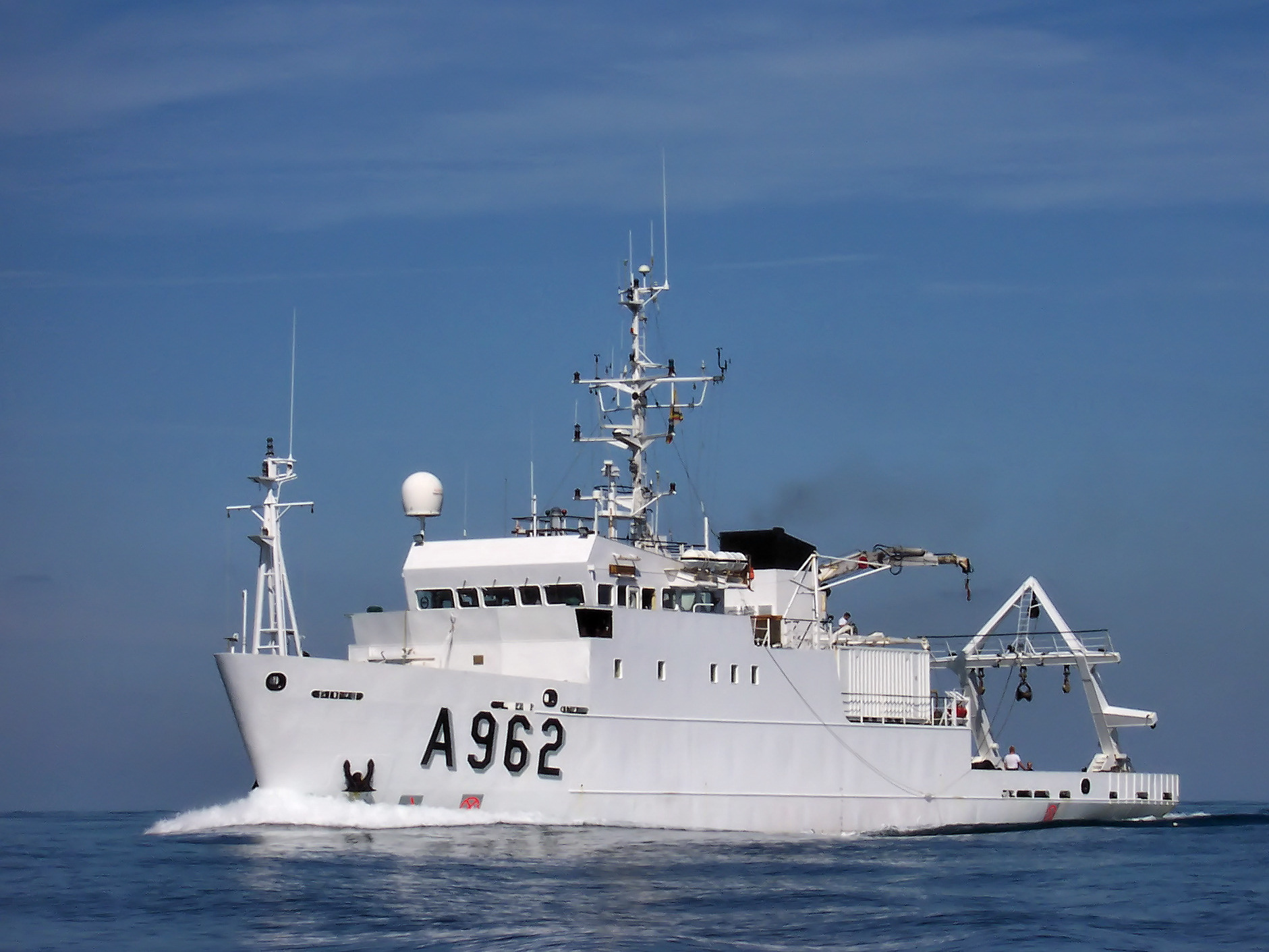
Українське науково-дослідне судно «Борис Александров»

Науково-дослідне судно або Експедиційне судно — морське або річкове судно комплексного або спеціального призначення, обладнане спеціальним устаткуванням для здійснення дослідницької роботи в акваторії та прибережній зоні морів і океанів, озер та річок. Судна типу споруджуються не лише за спеціальним проектом, а й переобладнуються із суден військового та комерційного призначення.

## В Україні

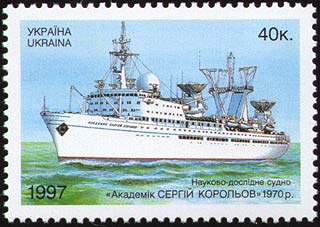
Науково-дослідне судно «Академік Сергій Корольов», побудоване у Миколаєві 1970 року, яке після розпаду СРСР дісталося Україні

1992 відбувся останній експедиційний рейс судна «Михайло Ломоносов».
Єдиним в Україні науково-дослідним судном до 2021 року було розвідницьке судно типу «Пошук» проекту 1615 «Іскатєль», яке здійснює дослідження шельфу Чорного моря.

21 жовтня 2021 року в порт  Одеси прибуло науково-дослідне судно «Бельгіка»(тепер «Борис Александров»), яке передало Україні Королівство Бельгія для розвитку моніторингу морів.
Ще одним науково-дослідним судном є  корабель «Ноосфера» (колишній «Джеймс Кларк Росс» Британської антарктичної служби). Це судно льодового красу, що ,однак, не робить його криголамом, при цьому, судно самостійно може проходити в місцях з потенційною наявністю льоду без супроводу інших спеціалізованих кораблів. Головною відмінністю корабля «Ноосфера» від звичайних криголамів є видозмінене дно для більш комфортнішого перебування науковців, а також наявність різномантіного наукового обладнання, або можливості його встановлення, що робить судно більш багатофункціональним.

## Класифікація
- Великі експедиційні судна (6000—7000 тонн) — дослідження віддалених районів Світового океану
- Універсальні експедиційні судна (1900—4200 тонн) — фундаментальні тематичні дослідження океанів, вивчення біології морів

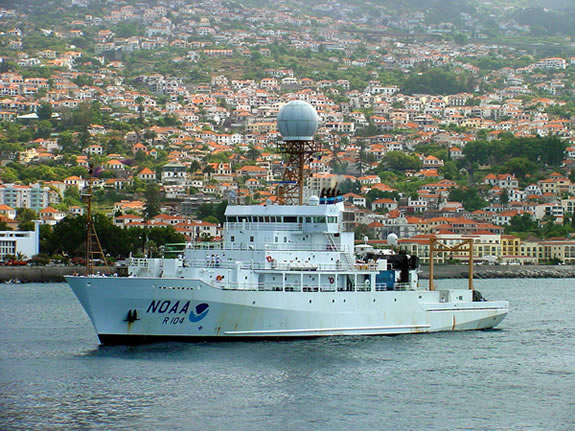
Американське дослідницьке судно «NOAAS Ronald H. Brown»

- Спеціалізовані науково-дослідні судна — виконання тематичних робіт
  - Океанографічні знімальні судна (2500—3800 тонн)
  - Гідрографічні судна (500—3000 тонн)
  - Метеорологічні судна (2200—5000 тонн)
  - Науково-промислові (розвідницькі) судна (1000—3000 тонн)
  - Риболовецькі дослідницькі судна (500—2000 тонн)
  - Дослідницькі судна спеціального призначення (500—2000 тонн)
  - Арктичні та антарктичні дослідницькі судна (4700—7000 тонн)
  - Плавуча дослідницька платформа

## Основні напрямки діяльності

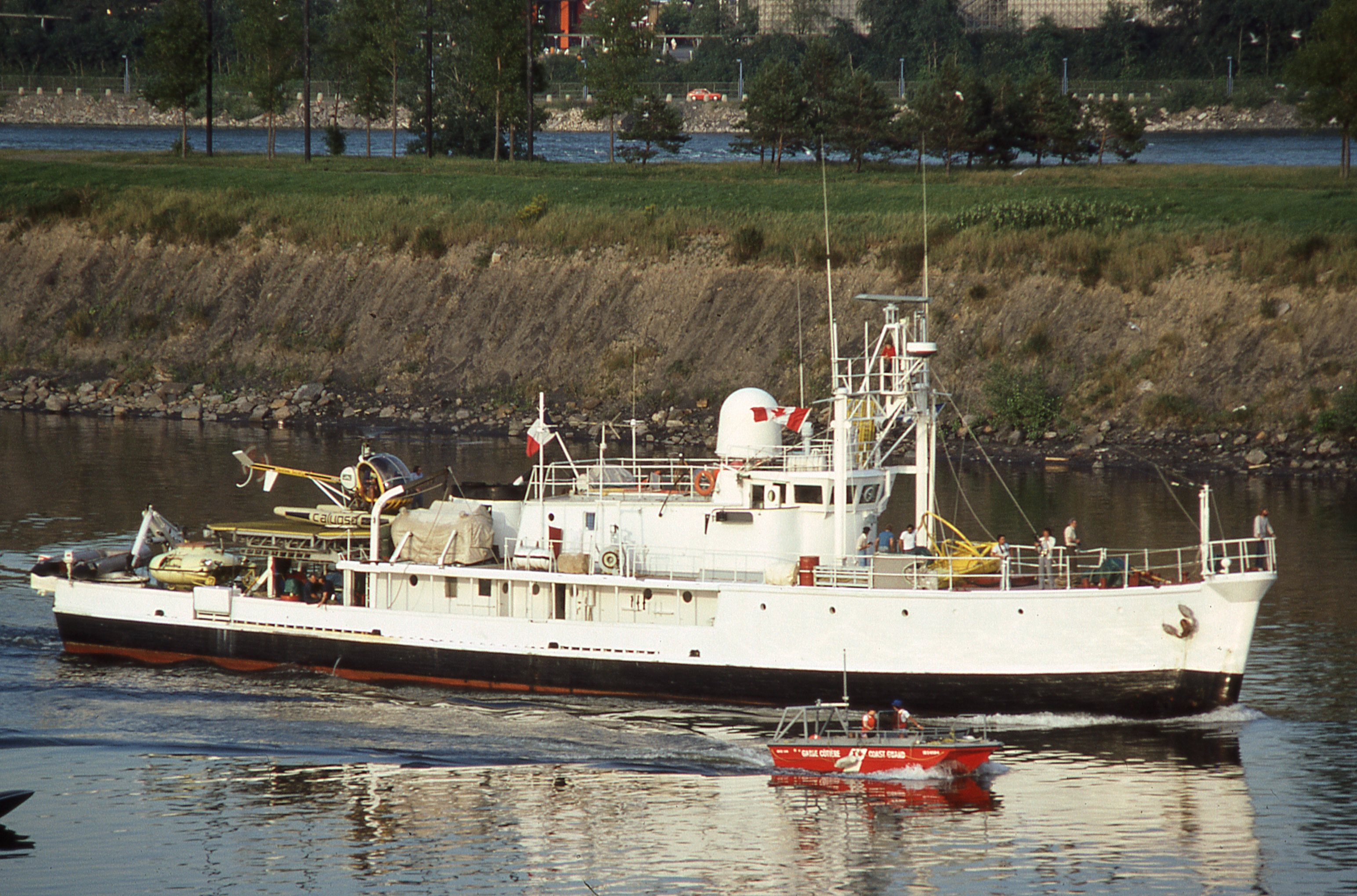
Легендарне судно «Каліпсо», переобладнане з тральщика

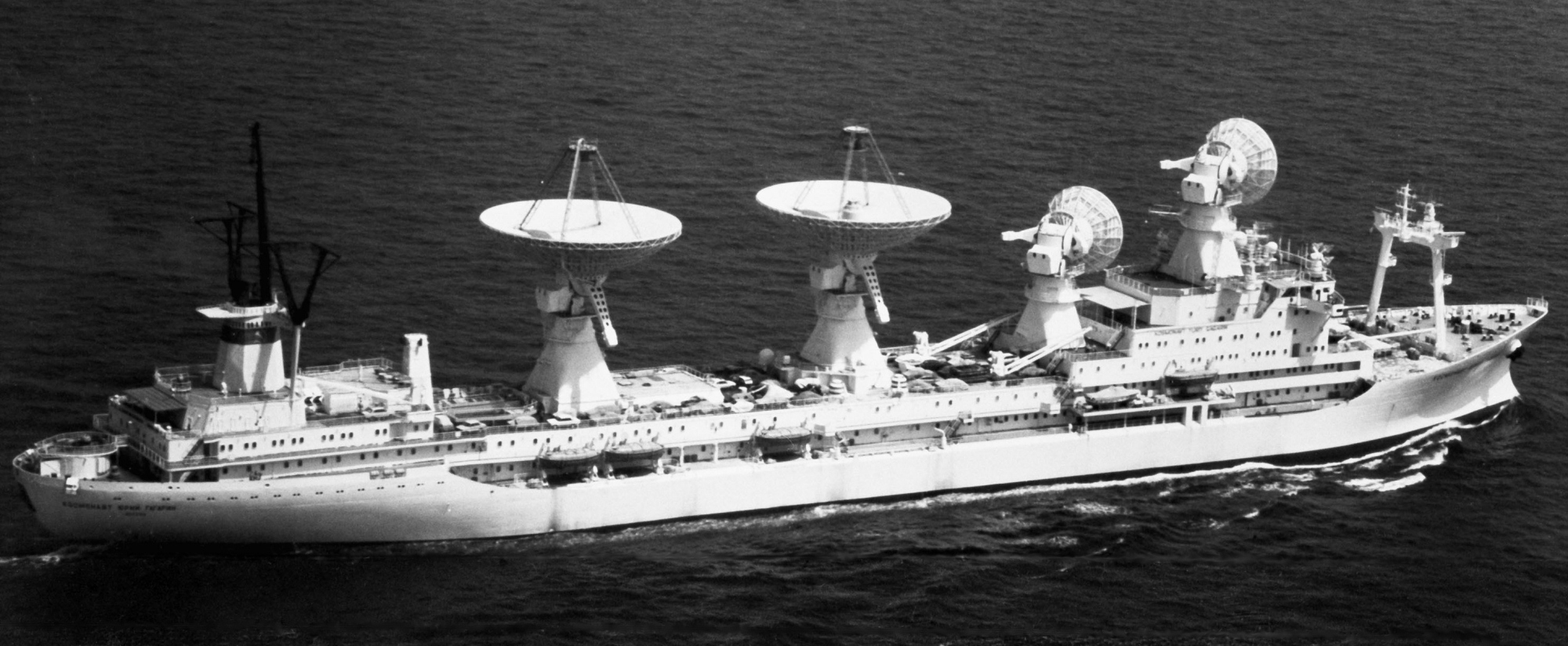
Радянське дослідницьке судно «Космонавт Юрій Гагарін»

- Географічний;
- гідрологічний;
- гідрохімічний;
- геофізичний;
- геохімічний;
- геологічний;
- гідроакустичний;
- гідрографічний;
- космологічний;
- метеорологічний;

- біологічний;
- океанографічний;
- океанологічний;
- екологічний;
- сейсмологічний.